# Ni hables
«Ni hables» es una canción compuesta por Luis Alberto Spinetta. Fue incluida en el álbum Silver Sorgo (2001).
El tema fue estrenado en 2001, en el marco del proceso creativo de Silver Sorgo, y destaca por su lírica concisa y su musicalidad íntima, evidenciando la continua evolución del estilo de Spinetta.

## Historia
"Ni hables" se gestó durante la intensa actividad creativa que rodeó la grabación de Silver Sorgo. En ese período, Spinetta se propuso explorar nuevos arreglos y enfoques líricos, buscando una propuesta que, a pesar de su brevedad, condensara emociones profundas y reflexiones personales. Este proceso de renovación artística marcó una etapa en la que el compositor fusionó elementos del rock argentino con matices pop y jazzeros, y "Ni hables" se convirtió en un eslabón clave dentro del disco.

## El tema
La letra de Ni hables presenta un contenido que sugiere que el silencio puede ser una forma de comunicación implícita. En términos musicales, la canción muestra un arreglo sobrio que destaca la voz y la guitarra, y su estructura alterna secciones de menor intensidad con momentos de dinamismo. Esta organización permite que el tema se perciba como una propuesta que equilibra elementos tranquilos con otros de mayor energía, sin recurrir a valoraciones subjetivas.